# لا بحر في بيروت
لا بحر في بيروت، مجموعة قصصية من مؤلفات الشاعرة والكاتبة العربية السورية غادة السمان، صدرت في عام 1963، عن دار الآداب في بيروت، لبنان.